# Aeropuerto de Ganyá
El Aeropuerto de Ganyá (IATA: KVD, OACI: UBBG) es un aeropuerto en Ganyá, Azerbaiyán.

## Aerolíneas y destinos
| Aerolíneas          | Destinos                                   |
| ------------------- | ------------------------------------------ |
| Azerbaijan Airlines | Nakhchivan, Moscú–Vnukovo, San Petersburgo |
| Aeroflot            | Moscú–Sheremetyevo                         |
| Utair               | Moscú–Vnukovo                              |
| Azimuth             | Moscú–Vnukovo                              |
| IrAero              | Moscú–Domodedovo                           |
| Pegasus Airlines    | Estambul–Sabiha Gökçen                     |
| Turkish Airlines    | Estambul                                   |